# Prepona wucherpfennigi
Prepona wucherpfennigi är en fjärilsart som beskrevs av Krüger 1933. Prepona wucherpfennigi ingår i släktet Prepona och familjen praktfjärilar. Inga underarter finns listade i Catalogue of Life.